# Цесна-Астык
Цесна-Астык (Tsesna-Astyk) — крупнейшая казахстанская компания, производитель муки, а также макаронных изделий и круп.
Объём производства макаронных изделий составляет более 45 тысяч тонн в год, муки всех сортов — 450 тысяч тонн. Штаб-квартира находится в Астане.

## История
АО «Цесна» берёт своё начало от Целиноградского хлебоприёмного пункта, образованного в 1988 году.
За годы развития концерном «Цесна-Астык» реконструирована большая часть имеющихся производственных мощностей, введены новые объекты, оснащенные современным высокотехнологичным оборудованием компаний «Buhler» (нем.), «Wathtel», «Fawera», «Ocrim» и других производителей.

## Производственные показатели
В 2006 году макаронная фабрика ТОО «Цесна-Мак» производила 45 тонн в сутки, в 2012 году установлена вторая линия по производству макаронных изделий, мощность достигла 105 тонн в сутки. В 2014 году после запуска третьей линии производительность увеличилась на 60 %, что составило 165 тонн в сутки.

## Дочерние предприятия
- ТОО «Цесна-Мак»
- ТОО «Элеватор „Цесна-Астык“»
- ТОО «Алма-Цес»
- Торговый дом «Цесна-Астык»
- ТОО «Акмола-Дирмен»

## Продукция
Концерн «Цесна-Астык» выпускает более 300 наименований продукции:
- мука
- макаронные изделия
- крупы
- комбинированные корма